# Morderstwa Osedżów
Morderstwa Osedżów – seria zbrodni na przedstawicielach plemienia Osedżów 
dokonanych przez białych współmieszkańców (często członków rodziny) hrabstwa Osage w Oklahomie, trwająca od roku 1918 do lat 30. XX wieku. Okres ten jest również nazywany terrorem w hrabstwie Osage.
Były one głównie umotywowane chęcią przejęcia w spadku (w oparciu o autentyczne, jak i fałszywe testamenty i weksle) praw do dzierżawionych koncernom naftowym, wysoce dochodowych, roponośnych terenów należących do tego plemienia.
Morderstwa były dokonywane głównie poprzez otrucie lub zastrzelenie, lecz również upozorowanie wypadku czy zamach bombowy.
Najsłynniejszy i najbrutalniejszy epizod przypada na okres od wiosny 1921 do stycznia 1926 i jest związany ze zbrodniami dokonywanymi na zlecenie "króla Osage Hills", Wiliama K. Hale - miejscowego milionera i nieformalnego przywódcy miejscowej kliki osób wysoko postawionych w lokalnej administracji i służbach. Działania jego grupy uniemożliwiały lokalnym stróżom prawa na efektywne działanie i dopiero przejęcie śledztwa przez grupę agentów FBI prowadzoną przez Toma White'a pozwoliło na przełom i osądzenie Hale i jego współpracowników, w tym jego siostrzeńców - braci Burkhart.
Zbrodnie te doprowadziły do uchwalenia przez Kongres prawa pozwalającego na dziedziczenie udziałów w plemiennej ziemi tylko przez Osedżów lub pół-Osedżów.

## Lista niektórych znanych ofiar

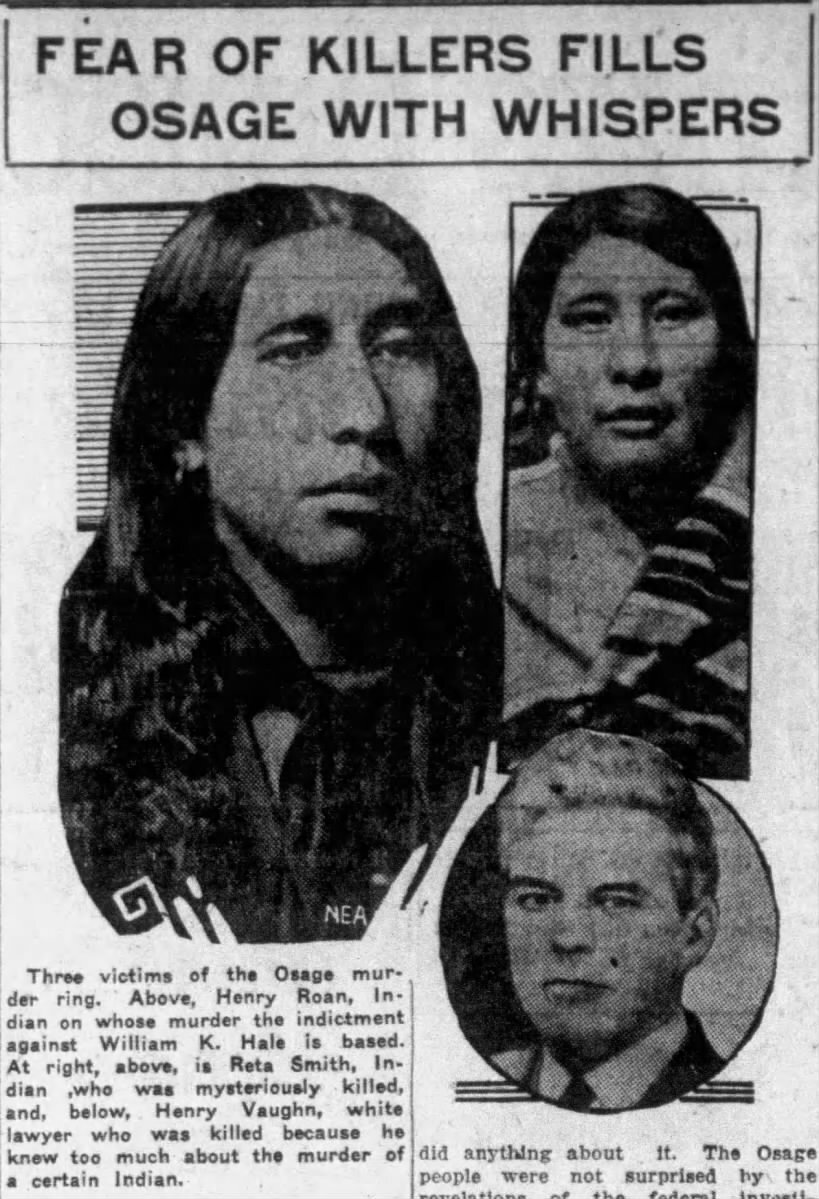
Henry Roan, Rita Smith i William Vaughan

- Mary Lewis - uznawana za pierwszą ofiarę terroru, zamordowana przez przyjaciela, Thomasa Middletona i jego towarzysza w 1918 roku[2]
- Rodzina Kyle:
  - Anna Brown (z domu Kyle) - zastrzelona[10]
  - Molly Burkhart (z domu Kyle) - nieudana próba otrucia przez męża, Ernesta lub braci Shoun[11]
  - Bill Smith i Rita Smith (z domu Kyle) - zamach bombowy[5]
- Henry Roan - zastrzelony[10]
- Charles Whitehorn - zastrzelony przez żonę, Hattie, i jej kompanów[12]
- George Bigheart - otrucie[4]
- Rodzina Stepson
  - Wiliam Stepson - prawdopodobnie otruty przez Kelsiego Morrisona w 1922[1]
  - Tillie Stepson - wdowa po Wiliamie, ponownie ożeniona z Kelsim Morrisonem i prawdopodobnie przez niego otruta w 1923[1]
- Mary Elkins - najbogatsza członkini plemienia, nieudana próba otrucia przez męża w 1923[1]
- Anna Stanford - podejrzenie otrucia (wg dokumentów FBI)[1]
- Sybil Bolton - zastrzelona[1]

Białymi ofiarami terroru stali się również miejscowy nafciarz Barney McBride oraz adwokat W.W Vaughan, którzy starali się zwrócić uwagę rządu federalnego na te zbrodnie.

## Niektóre wyroki

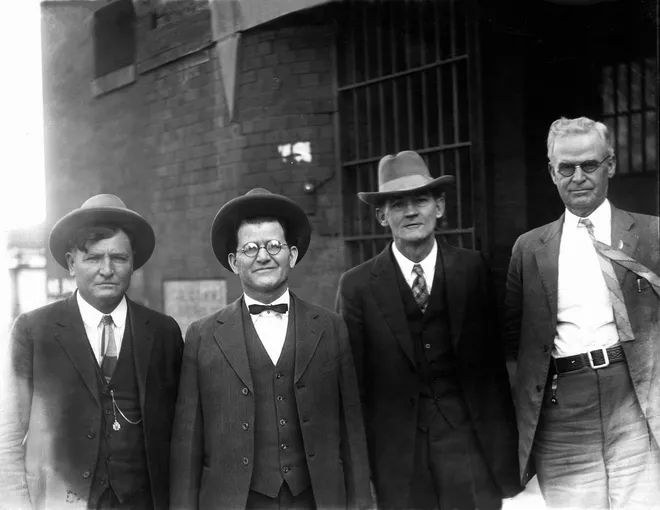
William Hale (drugi od lewej) i John Ramsey (trzeci od lewej) w towarzystwie dwóch funkcjonariuszy amerykańskiej policji w 1926 r.

- Thomas Middleton - skazany w 1919 roku na karę śmierci za zabójstwo Mary Lewis, ułaskawiony przez gubernatora 6 lat później[2]
- William K. Hale - 29 października 1926 skazany na dożywocie w sprawie o morderstwo Henrego Roana[14], uzyskał zwolnienie warunkowe w 1947[15]
- John Ramsey - 29 października 1926 skazany na dożywocie w sprawie o morderstwo Henrego Roana[14]
- Ernest Burkhart - 21 czerwca 1926 skazany na dożywocie[16], uzyskał zwolnienie warunkowe w 1937[17]
- Kelsie Morrison - skazany w sprawie morderstwa Anny Brown[18]

Bryan Burkhart został objęty statusem świadka koronnego i nigdy nie poniósł odpowiedzialności.
Mimo zebranych przez FBI poszlak na udział w grupie przestępczej i ukrywanie dowodów przez miejscowego bankiera, Herba G. Hurta, lekarzy - braci Shoun i właściciela zakładu pogrzebowego, Scotta Mathiasa, nie postawiono im zarzutów uznając materiał dowodowy za niewystarczający.

## Bilans ofiar
Szacunki dotyczące odsetka zabitych Osedźów są bardzo zróżnicowane, przy czym najniższy wynosi 10% z ówczesnych 591 pełnokrwistych członków tego plemienia.

## Odniesienia w kulturze
- Niemy film w reż. Jamesa Younga Deera z 1926 roku pt. Tragedies of the Osage Hills. Nagranie to nie zachowało się do dziś[22].
- Pisarz z plemienia Osedżów, John Joseph Mathews, umieścił w czasach owych morderstw akcję swojej powieści z 1934 roku pt. Sundown[23].
- The Osage Indian Murders było trzecim odcinkiem wyprodukowanego przez Phillipsa Lorda, przy współpracy z FBI, słuchowiska G-Men[24].
- Będący w dzieciństwie świadkiem jednego z morderstw, powieściopisarz z plemienia Osedżów, Fred Grove, wielokrotnie nawiązywał do tych wydarzeń w swojej twórczości, m.in. w Flame of the Osage (1958), Warrior Road (1974), Drums Without Warriors (1976) oraz The Years of Fear (2002)[24].
- Morderstwo rodziny Kyle'ów było jednym z wątków krymilanych przedstawionych w filmie The FBI Story z 1959 r.[25]
- Powieść The Grey Horse Legacy (1968) autorstwa Johna Clintona Hunta[26].
- Mean Spirit (1990) autorstwa Lindy Hogan jest fikcyjną opowieścią osadzoną w realiach tamtego okresu[24].
- Książka Dennisa McAuliffe'a Jr. The Deaths of Sybil Bolton (1994) była pierwszą książką w tej tematyce, do której napisania wykorzystano oryginalne akta FBI. Jest ona dziennikarskim śledztwem w sprawie śmierci babci autora należącej do plemienia Osage. Została ponownie wydana w 1999 r. pod tytułem Bloodland: A Family Story of Oil, Greed and Murder on the Osage Reservation. Kolejne, trzecie wydanie, The Deaths of Sybil Bolton: Oil, Greed, and Murder on the Osage Reservation, zawiera przedmowę Davida Granna[24].
- Powieść A Pipe for February (2005) autorstwa Charlesa Reda Corna[24].
- Powieść The Osage Rose (2008) autorstwa Toma Holma[24].
- Książka Czas krwawego księżyca (2017) autorstwa Davida Granna.
- Sztuka teatralna The Deaths of Sybil Bolton (2019) autorstwa Davida Blakely'a[24].
- Film Czas krwawego księżyca z 2023 roku w reżyserii Martina Scorsese, będący ekranizacją książki Granna[27].